# Dorfers Donnerstalk
Dorfers Donnerstalk war eine satirische Late-Night-Talkshow aus Österreich und wurde auf ORF 1 und im Nachtprogramm von 3sat gesendet. Einige ausgewählte Folgen wurden im Bayerischen Rundfunk ausgestrahlt, zudem war die Sendung regelmäßig auf 3sat zu sehen.

## Konzept
In den ersten beiden Staffeln fungierte Alfred Dorfer als Gastgeber einer Talkshow, zu der allerlei Prominenz aus Politik und Gesellschaft eingeladen wurde; diese Prominenten wurden von Florian Scheuba satirisch überspitzt dargestellt.
Dorfers Donnerstalk bediente sich von Anfang an einer ungewöhnlichen Regieidee: Sämtliche Kameras wurden mit Schnüren an einem meterhohen Gerüst festgebunden und so ohne Kameraführung frei schwingen gelassen. Von Anfang an dabei war eine 3-Mann-Combo, bestehend aus Günther Paal, Peter Herrmann und Lothar Scherpe, die von Dorfer mit unterschiedlichsten Namen vorgestellt wurden, die Anspielungen auf das jeweilige Sendungsthema waren.
Paal war außerdem als „Spezialist für eh alles“ fixer Bestandteil der Sendung. Regie führte David Schalko, der auch das Kamerakonzept verantwortete. Michael Kogler übernahm später die Bildregie im Rahmen der Live-Aufzeichnungen.
Ab der dritten Staffel (ausgestrahlt ab Oktober 2005) wurde das Konzept der Sendung verändert. Aufgrund inhaltlicher Differenzen war Florian Scheuba nicht mehr dabei, stattdessen gab es Gastauftritte und Film-Einspielungen von Künstlern wie Josef Hader (erste Zusammenarbeit von Dorfer und Hader seit ihrem gemeinsamen Werk Indien), Ottfried Fischer, Michael Mittermeier, Stermann & Grissemann, Christoph & Lollo oder Clemens Haipl. Die Serie wurde, abgesehen von den ersten beiden Folgen, weiterhin im Audimax der Universität Wien aufgezeichnet.
Fixpunkt jeder Folge war ab 2005 das Trio maschek., die ausgewählte Fernsehsendungen des ORF mit übertriebenen Stimmen neu synchronisieren, sodass der ursprüngliche Sendungsinhalt komplett aus dem Zusammenhang gerissen wird und in einen meist politischen Kontext satirisch wiedergegeben wird.
Die vierte Staffel wurde ab 5. Oktober 2006 auf ORF1 und 3sat ausgestrahlt und erreichte wöchentlich rund 400.000 Zuseher im ORF. Hier waren unter anderem monochrom eingeladen, auch Christian Tramitz war in einer Folge zu Gast, um sich selbst und den Politiker Jörg Haider als eine einzige, gespaltene Persönlichkeit darzustellen.
Ständiges Thema der Sendung war satirische Kritik an der österreichischen Politik, insbesondere an der rechtskonservativen Regierung unter Wolfgang Schüssel und deren Medienpolitik. So entwickelte sich in der dritten Staffel der Sendung das Moltofon, eine für politische Interventionen bereitgestellte Direktleitung von Wilhelm Molterer ins Fernsehstudio, zum Running Gag. Auch der eigene Sender, der ORF, und dessen Führung wurde gelegentlich parodiert.
Die Folge, die am Donnerstag vor der Gemeinderatswahl in Wien 2005 ausgestrahlt werden hätte sollen, wurde vom ORF auf einen Termin nach der Wahl verschoben. In dieser Folge war die Wahl, aber auch der Einfluss der ÖVP auf den ORF Thema. Begründet wurde die Verschiebung vom ORF damit, dass „in ORF-Unterhaltungssendungen politische Inhalte kurz vor einer Wahl [grundsätzlich] ausgespart werden“ sollen. Vor allem Politiker der Grünen protestierten dagegen und vermuteten, dass die regierende ÖVP die Verschiebung betrieben hätte; für Dorfer kam die Verschiebung überraschend.
Die vorerst letzten beiden regulären Folgen von Dorfers Donnerstalk wurden am 24. November 2010 im Orpheum in Graz aufgezeichnet und am 25. November 2010 bzw. am 23. Dezember 2010 auf ORF 1 ausgestrahlt.
Am Donnerstag, dem 8. Dezember 2011, sendete der ORF eine Spezialfolge unter dem Titel Dorfers Donnerstalk – Jahresbilanz, in welcher Alfred Dorfer das vergangene Jahr Revue passieren ließ und sich abschließend bei seinem Publikum für die letzten acht Jahre bedankte und endgültig verabschiedete. Aufgezeichnet wurde diese Folge am 6. Dezember 2011 in Wien.

## Die DVDs
Mittlerweile sind 9 DVDs der Sendung erschienen.